# Ершовский район
Ершо́вский райо́н — административно-территориальная единица (район) и муниципальное образование (муниципальный район) в Саратовской области России.
Административный центр — город Ершов.

## География
Район расположен в центральном Левобережье, на Сыртовой равнине, в зоне сухой степи. По территории района протекают реки Большой Узень, Малый Узень, Большой Кушум (левый приток Большого Иргиза) и их притоки. Многие местные автомобильные дороги проложены вдоль оросительных каналов. Часто встречаются пруды и водохранилища.
Территория района — 4,3 тыс. км² (второй по величине район области).

## История
В 1926 году в состав Ершовской волости Новоузенского уезда Саратовской губернии входило 10 сельсоветов, на территории волости находилось 45 населённых пунктов. В июне 1928 года Ершов становится районным центром Пугачёвского округа Нижне-Волжского края РСФСР. По состоянию на 1930 год, в Ершовском районе находилось 96 населённых пунктов, в том числе посёлок городского типа Ершов. В 1934 году в Ершовском районе Саратовского края РСФСР располагался 1 поселковый совет, 17 сельских советов, 52 населённых пункта. На 1 января 1935 года здесь находилось 38 колхозов, 2 трестированных совхоза (молмясосовхоз Кушумский и сортсемсовхоз имени Яковлева).
19 мая 1960 года в состав района включена часть территории упразднённого Ново-Репинского района.

### История заселения
1 февраля 1963 года Ершов получил статус города районного подчинения. Но прежде, чем влиться в семью городов Саратовской области, ему предстояло из одного единственного домика, где помещались работники изыскательской партии, прокладывающей трассу будущей железной дороги, вырасти в рабочий поселок, станцию Рязано-Уральской, а позже Приволжской железной дороги.
В Ершовском музее, созданном на базе Дома пионеров, рассказ об истории края начинается с именного Указа, данного Екатериной II «Правящему должность Губернатора Воронежского и Саратовского Черткову» о заселении города Узеня — одной из шести крепостей Заволжья.
История края уходит в далекое прошлое. Разгромив остатки Золотой Орды, присоединив Казанское и Астраханское Ханства, русское государство обратило внимание на укрепление своих юго-восточных границ. Началось освоение и заселение районов Среднего и Нижнего Поволжья и Заволжья. До появления в Заволжье русских поселенцев, эти земли почти до конца XVIII века находились в руках калмыков и киргиз-кайсаков. На сотни километров раскинулось дикое поле. Бескрайняя степь, травы в рост человека, большие стада сайгаков, косяки диких лошадей, везде полное господство диких животных. Но человек боялся заселять богатые земли, кочевники своими набегами наводили страх. Так было до второй половины XVIII века. В связи с военными действиями России с Турцией, царское правительство проявило озабоченность, как бы Турция не спровоцировала нападение кочевников киргиз-кайсаков на важнейшие волжские коммуникации. Для предотвращения этого императрица Екатерина II издаёт в 1788 году Указ о построении в Заволжье, на реке Большой Узень и в других местах 6 крепостей.
Так, недалеко от современного города Новоузенска на реке Большой Узень построили крепость Узень, а в 45 километрах от неё выше по течению реки Большой Узень ещё одну крепость — Орлов-Гай. Эта крепость по количеству воинов, вооружению и техническому оснащению была ещё более мошной, чем крепость Узень. Орлов Гай был самой мощной крепостью из всех шести построенных. Помимо основной своей задачи — защите Заволжья от кочевников — построение крепости Орлов-Гай содействовало заселению Заволжья. В ближайшие годы после возведения крепости недалеко от неё возникло татарское поселение Осинов-Гай и ряд других населённых пунктов.
21 августа] 1788 года издаётся царский Указ о заселении крестьянами земель между Узенями. Согласно этому Указу начинается переселение малоземельных крестьян из центральной России и Украины в Заволжье. Примером тому служит сохранившийся документ от 1885 года, который был вручен крестьянину Тамбовской губернии Спасского уезда Степину Василию Кузьмичу, разрешающий ему с семьёй и ещё 49 семьями поселиться на территории Новоузенского уезда Самарской губернии. Документ этот хранится в Ершовском районном краеведческом музее. Он свидетельствует о том, как возникло село Александрия. А ещё раньше в конце XVIII — начале XIX веков появились села Миус, Верхний Кушум. В Миус переселенцы приехали из Тульской губерний, Тамбовской губерний, Пензенской губерний, в Верхний Кушум — из Тульской губернии. Село Краснянка появилось в 20—30-х годах XIX века. Переселенцы прибыли с Украины из сел Ахтырка и Краснополье Харьковской губернии.
Однако заселение этих территорий в первой половине XIX века шло медленно. Новые села были небольшие. Так, в селе Перекопном в 1831 году имелось всего 12 семей, хотя оно появилось на 20 лет раньше Краснянки. Семьи были большие — от 12 до 40 человек.
Со второй половины XIX века заселение Ершовского края пошло более быстрыми темпами. Царское правительство в течение всего периода колонизации Заволжья всемерно содействовало переселенцам. На пустынном берегу реки Малый Узень, где ныне стоит село Краснянка, правительство построило несколько саманных землянок, а на балке Большая Таловка — хорошо благоустроенный пруд. В сухой безводной степи пруд имел исключительно важное значение. Все это казна безвозмездно передала переселенцам. В наделении их землёй правительство не скупилось.
Правительство хорошо понимало, что освоить огромный Заволжский край можно только активно заселив его. Никакие крепости и военные городки не закрепят территорию за государством, если на ней не будет мирных поселений. Переселение шло главным образом из центральных губерний России, Украины, где своей земли не хватало. Крестьяне в основном переселялись с казённых земель. По указу императрицы Екатерины II переселялись в Заволжье и иностранцы, особенно немцы. Им здесь отводились лучшие земли. В девяти километрах от Ершова возник немецкий колонок (селение) Антоновка, в трех километрах — колонок Липпертсталь.
Царское правительство пыталось переселять в Заволжье всех недовольных, строптивых, провинившихся. В 1863 году за поддержку восстания поляков сюда выслали литовцев, которые создали здесь своё село Чёрная Падина. Переселялись и раскольники. Но особенно много было беглых: семьи беглецов, разный служивый и посадский люд искали на отдаленных окраинах страны свободы от крепостной зависимости и неволи, избавления от жестокой эксплуатации.
Правительство принимало меры для возвращения беглецов, но несмотря на это, многие села по рекам Большой и Малый Узени были заселены беглыми крестьянами. Селились здесь и татары, мордва, чуваши, люди других национальностей.
Порвать с привычным укладом жизни, решиться оставить дома и могилы отцов могли лишь люди наиболее жизнедеятельные, активные, упорные и настойчивые. Им не страшны были возникающие препятствия, они их умело преодолевали и находили то, что искали: свободные земли и собственную свободу. Крепостное право практически отсутствовало в Заволжье. На территории современного Ершовского района лишь в небольшом селе Верхний Кушум был крепостник, помещик Бобрин. Да в бывшей Миусской волости Новоузенского уезда Самарской губернии были крепостники-помещики в небольших деревнях: в Коптевке — помещик Коптев, в Карповке — Гуськов, Казначеевке — помещик Степанов. У всех у них крепостные крестьяне были вывезены из центральных губерний.
В бывшем Новоузенском уезде крепостных крестьян было всего 5 процентов, тогда как в Саратовской губернии в целом — 54,8 процента, а в некоторых уездах этой губернии процент крепостных доходил до 60—70. В Петровском уезде Саратовской губернии 74 процента земли принадлежало дворянам, а в Вольском уезде — даже 83 процента. В Новоузенском же уезде — только 11,3 процента, на землях нынешнего Ершовского района и того меньше, хотя и здесь были крупнейшие помещики. Так, помещик Мальцев имел собственной земли 100 тысяч десятин и арендованной казённой и удельной — 35841 десятину. Одно его имение находилось на территории совхоза «Кушумский».
Основная земля в этом крае была распределена по земельным крестьянским общинам. Община периодически через 7—10 лет делила землю по крестьянским дворам по числу мужских душ (в среднем по 8 десятин на душу). На большие села приходилось по несколько десятков тысяч десятин. Однако такое большое количество земли не спасало бедноту. В Новоузенском уезде 53 процента всех крестьянских дворов сдавало в аренду или продавало свои наделы, а потом попадало в долговую зависимость к кулакам. В отличие от центральных губерний, где решающее и преобладающее значение имели помещики, в Заволжье в экономической жизни села в эксплуатации и порабощении бедноты решающее значение имели крупные кулаки.
Почти полное отсутствие крепостничества избавило экономику Заволжья от различных феодальных пут, но капитализм, получивший наибольшее развитие, наложил свой отпечаток на жизнь людей. Так, в селе Орлов Гай крупнейшие богачи Шутаревы, Леоновы, Черновы, Киндеевы, Догадовы, Факоновы, Сташевские засевали многие тысячи десятин пшеницей и другими культурами, имели многочисленные стада скота, держали сотни батраков, в их руках были сосредоточены все рычаги экономической и политической жизни села.
Уже в 1860 году Заволжье представляло собой одну из богатейших местностей России, заволжская пшеница считалась одной из лучших. В. И. Ленин писал следующее: «Таким образом, происходит перемещение главного центра производства зерна: в 1860—1870 годах Средне-Чернозёмные губернии были впереди всех, а в 1880-х годах они уступили первенство степным и нижневолжским губерниям». (В. И. Ленин. Полн. собр. соч. т. 3, стр. 253). Но если зерно производится в больших объёмах, значит его нужно вывозить для продажи. Примерно в это же время в России происходит развитие железнодорожной сети — самого прогрессивного для того времени транспорта. Протянулось стальное полотно и в заволжские степи.
(При подготовке статьи использованы материалы краеведа С. К. Амельчева и Ершовского районного краеведческого музея).

## Население
| Годы      | 1939   | 1959   | 1970   | 1979   |
| --------- | ------ | ------ | ------ | ------ |
| Население | 41 636 | 38 900 | 55 238 | 52 620 |

| 1989    | 2002    | 2009    | 2010    | 2011    | 2012    | 2013    |
| ------- | ------- | ------- | ------- | ------- | ------- | ------- |
| 52 864  | ↘50 337 | ↘48 196 | ↘41 609 | ↘41 481 | ↘40 634 | ↘39 893 |
| 2014    | 2015    | 2016    | 2017    | 2018    | 2019    | 2020    |
| ↘39 234 | ↘38 558 | ↘37 905 | ↘37 261 | ↘36 476 | ↘35 648 | ↘34 766 |
| 2021    |         |         |         |         |         |         |
| ↘32 817 |         |         |         |         |         |         |

### Урбанизация
В городских условиях (город Ершов) проживают 55.14 % населения района.

### Национальный состав
| №  | Национальность | 1939 год       | 2020 год       |
| -- | -------------- | -------------- | -------------- |
| 1  | Русские        | 30201 (72,5 %) | 25644 (79,2 %) |
| 2  | Казахи         | 2381 (5,7 %)   | 2903 (9,0 %)   |
| 3  | Татары         | 762 (1,8 %)    | 1100 (3,4 %)   |
| 4  | Армяне         | 6              | 731(2,2 %)     |
| 5  | Украинцы       | 4723 (11,3 %)  | 260            |
| 6  | Белорусы       | 268 (0,6 %)    | 154            |
| 7  | Курды          | -              | 378            |
| 8  | Чуваши         | 6              | 107            |
| 9  | Азербайджанцы  | 1              | 204            |
| 10 | Чеченцы        | -              | 132            |
| 11 | Литовцы        | -              | 22             |
| 12 | Киргизы        | 179 (0,4 %)    | -              |
| 13 | Чехи           | 94 (0,2 %)     | -              |
| 14 | Мордва         | 84 (0,2 %)     | 49             |
| 15 | Немцы          | 2512 (6,0 %)   | 30             |
| 16 | Корейцы        | -              | 54             |
| 17 | Цыгане         | 70             | 28             |
| 18 | Другие         | 361            | 372            |
| 19 | Не указали     | 8              | 649            |
| 20 | Всего          | 41636          | 32817          |

Согласно переписи населения 1939 года немцы составляли 6 % населения района (около 2,5 тыс.чел.). Немецкое население было депортировано в соответствии с изданным 28 августа 1941 года Указом Президиума ВС СССР о переселении немцев, проживающих в районах Поволжья.

## Муниципально-территориальное устройство
В Ершовский муниципальный район входят 9 муниципальных образований, в том числе 1 городское поселение и 8 сельских поселений:
| №        | Муниципальное образование                 | Административный центр | Количество населённых пунктов | Население | Площадь, км2 |
| -------- | ----------------------------------------- | ---------------------- | ----------------------------- | --------- | ------------ |
| 1e-06    | Городское поселение:                      |                        |                               |           |              |
| 1        | муниципальное образование город Ершов     | город Ершов            | 5                             | ↘19 588   | 343,17       |
| 1.000002 | Сельские поселения:                       |                        |                               |           |              |
| 2        | Антоновское муниципальное образование     | село Антоновка         | 4                             | ↘942      | 254,84       |
| 3        | Декабристское муниципальное образование   | посёлок Целинный       | 10                            | ↘1713     | 431,85       |
| 4        | Марьевское муниципальное образование      | село Марьевка          | 4                             | ↘696      | 207,69       |
| 5        | Миусское муниципальное образование        | село Миусс             | 5                             | ↘1123     | 410,57       |
| 6        | Новокраснянское муниципальное образование | село Новая Краснянка   | 4                             | ↘1607     | 197,93       |
| 7        | Новорепинское муниципальное образование   | село Новорепное        | 9                             | ↘2667     | 978,23       |
| 8        | Новосельское муниципальное образование    | посёлок Новосельский   | 14                            | ↘2754     | 778,48       |
| 9        | Перекопновское муниципальное образование  | село Перекопное        | 7                             | ↘1727     | 612,41       |

В рамках организации местного самоуправления в 2005 году в новообразованном муниципальном районе были созданы 1 городское и 14 сельских поселений. В 2013 году было упразднено Краснянское муниципальное образование (включено в Перекопновское). В 2016 году упразднены Моховское и Орлово-Гайское муниципальные образования (включены в Новорепинское), а также упразднено Рефлекторское муниципальное образование (включено в Декабристское). В 2018 году упразднены Кушумское и Чапаевское муниципальные образования (включены в Новосельское).

## Населённые пункты
В Ершовском районе 62 населённых пункта, в том числе 61 сельский и 1 город.
| №  | Населённый пункт | Тип     | Население | Муниципальное образование |
| -- | ---------------- | ------- | --------- | ------------------------- |
| 1  | Александрия      | село    | ↘151      | Перекопновское            |
| 2  | Антоновка        | село    | ↘606      | Антоновское               |
| 3  | Богдашино        | посёлок | 0         | Марьевское                |
| 4  | Большеузенка     | село    | ↘137      | Декабристское             |
| 5  | Васильевка       | село    | ↘267      | Перекопновское            |
| 6  | Верхний Кушум    | село    | ↘325      | Новосельское              |
| 7  | Верхний Узень    | село    | 28        | Новорепинское             |
| 8  | Ветка            | посёлок | 57        | Новосельское              |
| 9  | Восточный        | посёлок | 6         | Декабристское             |
| 10 | Дмитриевка       | село    | ↘334      | Новосельское              |
| 11 | Еремеевка        | село    | ↘250      | Перекопновское            |
| 12 | Ершов            | город   | ↘18 095   | город Ершов               |
| 13 | Жулидово         | станция | 25        | Новокраснянское           |
| 14 | Каменная Сарма   | село    | ↘118      | Новосельское              |
| 15 | Ковелинка        | село    | ↘101      | Миусское                  |
| 16 | Коптевка         | село    | ↘87       | Новосельское              |
| 17 | Красный Боец     | посёлок | ↘590      | Марьевское                |
| 18 | Краснянка        | село    | ↘336      | Перекопновское            |
| 19 | Кушумская        | станция | 27        | Новосельское              |
| 20 | Кушумский        | посёлок | ↘510      | Новосельское              |
| 21 | Лесной           | посёлок | ↘283      | Новокраснянское           |
| 22 | Лобки 2-е        | село    | ↘462      | Новосельское              |
| 23 | Лопатин          | хутор   | 0         | Новорепинское             |
| 24 | Мавринка         | село    | 8         | Декабристское             |
| 25 | Мавринка         | станция | 13        | Декабристское             |
| 26 | Малый Перелаз    | село    | 3         | Новосельское              |
| 27 | Марьевка         | село    | ↘336      | Марьевское                |
| 28 | Мирный           | посёлок | ↘96       | Декабристское             |
| 29 | Миусс            | село    | ↘545      | Миусское                  |
| 30 | Михайло-Вербовка | посёлок | ↘141      | Новосельское              |
| 31 | Михайловка       | село    | ↘235      | Декабристское             |
| 32 | Моховое          | село    | ↘590      | Новорепинское             |
| 33 | Нестерово        | село    | ↘395      | Миусское                  |
| 34 | Новая Краснянка  | село    | ↘1208     | Новокраснянское           |
| 35 | Новая Слободка   | село    | ↘156      | Новорепинское             |
| 36 | Новорепное       | село    | ↘828      | Новорепинское             |
| 37 | Новоряженка      | село    | ↘92       | Марьевское                |
| 38 | Новосельский     | посёлок | ↘841      | Новосельское              |
| 39 | Новый            | посёлок | ↘273      | Декабристское             |
| 40 | Октябрьский      | посёлок | 31        | Антоновское               |
| 41 | Орлов Гай        | село    | ↘1282     | Новорепинское             |
| 42 | Орловка          | посёлок | ↘114      | Декабристское             |
| 43 | Осинов Гай       | село    | ↘414      | Новорепинское             |
| 44 | Перекопное       | село    | ↘931      | Перекопновское            |
| 45 | Полуденный       | посёлок | ↘296      | город Ершов               |
| 46 | Прудовой         | посёлок | ↘363      | город Ершов               |
| 47 | Рефлектор        | село    | ↘493      | Декабристское             |
| 48 | Садовый          | посёлок | ↘315      | Новосельское              |
| 49 | Светлое Озеро    | село    | 25        | Новосельское              |
| 50 | Семено-Полтавка  | село    | ↘330      | Антоновское               |
| 51 | Сокорная Балка   | село    | ↘356      | Новокраснянское           |
| 52 | Трудовое         | посёлок | ↗437      | Новорепинское             |
| 53 | Тулайково        | посёлок | ↘418      | город Ершов               |
| 54 | Учебный          | посёлок | ↘823      | город Ершов               |
| 55 | Целинный         | посёлок | ↘1001     | Декабристское             |
| 56 | Чапаевка         | село    | ↘568      | Новосельское              |
| 57 | Чёрная Падина    | село    | ↘251      | Перекопновское            |
| 58 | Чистый Плес      | село    | ↗104      | Перекопновское            |
| 59 | Чкалово          | село    | ↘352      | Миусское                  |
| 60 | Чугунка          | село    | ↘346      | Миусское                  |
| 61 | Южный            | посёлок | ↘385      | Антоновское               |
| 62 | Ягодинка         | посёлок | 0         | Новорепинское             |

## Экономика
Район сельскохозяйственный, производитель твёрдых сортов пшеницы, продукции животноводства. Ряд опытных хозяйств, в том числе ОПХ «Ершовское». Развита пищевая промышленность, производство строительных материалов. В районе имеется крупное месторождение щебня (Новосельское).

## Транспорт
Железнодорожная станция Ершов.
Протяжённость автодорог общего пользования с твёрдым покрытием — 343,2 км.
По территории района проходит железнодорожная линия Саратов — Уральск, от узловой станции Ершов идёт линия на Пугачёв. На территории района несколько железнодорожных станций. Имеются предприятия железнодорожного транспорта: ТЧ Ершов, ВЧД Ершов и другие.

## Достопримечательности
Вблизи села Чапаевка у реки Большой Кушум расположен бальнеологический и грязелечебный курорт им. В. И. Чапаева. Основан в 1860 году на базе источников минеральных вод.

## Люди, связанные с районом
- Шкунов, Михаил Алексеевич — Герой Советского Союза.
- Язвицкий, Валерий Иоильевич — русский советский драматург, поэт и писатель.
- Казицкас, Юозас — американо-литовский предприниматель, миллиардер.
- Данукалов, Алексей Фёдорович — Герой Советского Союза, провёл детство в селе Мавринка.
- Чумак, Анна Викторовна — Герой Социалистического Труда, жила и работала в селе Нестерово.
- Чеусов, Николай Гаврилович — Герой Социалистического Труда, жил в посёлке Учебный.
- Ларин, Иван Васильевич — советский учёный в области луговодства, академик ВАСХНИЛ. Герой Социалистического Труда.
- Толкачёв,  Фёдор Иванович - Герой Социалистического Труда ,металлург, родился в селе Орлов-Гай.